# Duan Yingying
Duan Yingying (段莹莹, født 3. juli 1989 i Tianjin, Folkerepublikken Kina) er en professionel tennisspiller fra Folkerepublikken Kina.